# Prix Jean Dumur
Le Prix Jean Dumur, ou Prix Dumur, est un prix de journalisme, créé en 1986 par plusieurs rédacteurs en chef romands, en hommage à Jean Dumur (1930-1986). Il est considéré comme le plus prestigieux pour la Suisse romande,.
Doté de 5 000 francs suisses, il est destiné à récompenser le courage journalistique.

## Liste des lauréats
- 1987 : Roger de Diesbach (Bureau de reportage et de recherche d'information - BRRI)
- 1988 : La rédaction locale du Courrier
- 1989 : Yves Lassueur (L'Hebdo, TSR)
- 1990 : Raymond Burki (24 heures)
- 1991 : Dominique Roch (RSR)
- 1992 : Véronique Pasquier (La Liberté, 24 heures, L'Illustré, RSI, RSR, TSR)
- 1993 : non attribué
- 1994 : Éric Hoesli (L'Hebdo)
- 1995 : Philippe Dahinden (Fondation Hirondelle, RSR, TSR) et Jean-Philippe Ceppi (Le Nouveau Quotidien, Libération, RSR)
- 1996 : Christophe Büchi (presse alémanique)
- 1997 : Daniel S. Miéville (Journal de Genève)
- 2001 : José Roy (TSR)
- 2002 : Jacques Houriet (Le Quotidien jurassien)
- 2003 : Alain Campiotti (Le Temps)
- 1998 : Jean-Philippe Buchs (La Liberté)
- 1999 : Frédéric Koller (Le Temps)
- 2000 : Béatrice Guelpa (L'Hebdo)
- 2001 : José Roy (TSR)
- 2002 : Jacques Houriet (Le Quotidien jurassien)
- 2003 : Alain Campiotti (Le Temps)
- 2004 : Malika Nedir (Radio suisse romande - RSR)
- 2005 : Anna Lietti (Le Temps)
- 2006 : La rédaction de L'Hebdo, pour le « Bondyblog »
- 2007 : Jean-Claude Péclet (Le Temps)
- 2008 : Sylvie Arsever (Le Temps)
- 2009 : Émission Temps présent (Télévision suisse romande - TSR)
- 2010 : Ludovic Rocchi (Le Matin)
- 2011 : Gaëtan Vannay (RTS)
- 2012 : Arnaud Robert[5]
- 2013 : François Pilet (Le Matin Dimanche) et Frédéric Lelièvre (Le Temps) pour Krach Machine
- 2014 : Marie Parvex (Le Temps)[6]
- 2015 : Sonia Zoran (RTS) pour la série Éclats de Méditerranée[7]
- 2016 : Patrick Oberli (Le Matin/Le Matin Dimanche) pour Comment la mafia truque le foot et Christian Rappaz (L'Illustré) pour Football romand : homicide par négligence[8]
- 2017 : Camille Krafft (Le Matin Dimanche)[9],[10]
- 2018 : Sophie Roselli (Tribune de Genève)
- 2019 : Anne-Frédérique Widmann (RTS)[11],[12]
- 2020 : Richard Werly (Le Temps)[4]
- 2021 : Le Nouvelliste et son rédacteur en chef Vincent Fragnière[1]
- 2022 : Maurine Mercier, correspondante pour la Radio télévision suisse, Radio France et la RTBF sur l'Invasion de l'Ukraine par la Russie[13].
- 2023 : Fati Mansour, chroniqueuse judiciaire du journal Le Temps[14]
- 2024 : Isabelle Ducret (RTS)[15]